# Данилов, Владимир Петрович
Владимир Петрович Данилов (9 декабря 1938 — 5 октября 1995) — советский хоккеист, защитник. Мастер спорта СССР. Младший брат хоккеиста Альберта Данилова.

## Биография
Владимир Данилов начинал играть в хоккей в 1950-х годах в Челябинске. В сезоне 1954—1955 годов он выступал за команду «Авангард-2», выступавшую в чемпионате РСФСР. В 1955—1957 годах Данилов играл за челябинскую команду «Буревестник», выступавшую сначала в первой, а затем в высшей лиге чемпионата СССР. В сезоне 1957—1958 годов Данилов выступал за челябинскую команду «Авангард», забросив 3 шайбы в 15 матчах чемпионата СССР.
В 1958—1962 годах Владимир Данилов выступал за подмосковную команду «Химик» (Воскресенск), в 1961—1963 годах входил в число лучших игроков сезона.
В 1962—1966 годах Владимир Данилов выступал за команду «Динамо» (Москва), забросив 17 шайб в 127 матчах чемпионата СССР. За это время в составе своей команды он два раза становился серебряным призёром и один раз — бронзовым призёром чемпионата СССР. Во время выступлений за московское «Динамо» играл в паре с защитником Валентином Марковым.
В 1967—1968 годах Владимир Данилов опять выступал за воскресенский «Химик», а после этого, в 1968—1970 годах, отыграл два сезона в команде «Труд» (Павловский Посад), которая выступала в 1-й зоне первенства в классе «Б».
Выступал за вторую сборную СССР, за которую в 1960—1964 годах провёл 10 матчей и забросил две шайбы. В 1964 году в составе второй сборной СССР стал победителем Кубка Ахерна, который проходил в Стокгольме (Швеция).
Скончался в 1995 году.

## Достижения
- Серебряный призёр чемпионата СССР — 1963, 1964[1].
- Бронзовый призёр чемпионата СССР — 1966[1].
- Финалист Кубка СССР — 1966[1].
- Обладатель Кубка Ахерна (в составе второй сборной СССР) — 1964[1].
- Чемпион РСФСР — 1956.